# 브루넨역
브루넨넨(독일어: Bahnhof Brunnen)은 스위스 슈비츠주 잉엔볼 시정촌에 있는 브루넨 리조트에 서비스를 제공하는 기차역이다. 이 역은 고트하르트 철도에 노선상에 위치하며, 장거리 열차뿐만 아니라 통근과 시외 열차로도 연결된다.

## 역사
위치에 대해 브루넨 주민들과 잉엔볼 주민들 사이에 약간의 논쟁이 있었고, 고트하르트 철도가 임멘제에서 벨린초나까지의 구간을 열었을 때 역이 1882년에 개통되었다. 1903년에 이전 역이 교통량에 비해 너무 작아졌기 때문에 역을 재건했다. 2004년에 이 역은 루체른 S-반과 슈타트반 추크 망의 일부가 되었다.

## 운행편
1960년대와 70년대에 브루넨은 이탈리아의 레체와 네덜란드의 훅 오브 홀랜드(Hook of Holland)로 가는 국제 열차를 호스트했다.
오늘날 브루넨은 로카르노와 아트-골다우 사이를 운행하는 인터레기오 열차가 바젤 SBB 또는 취리히 HB까지 번갈아 가며 운행된다. 역은 또한 추크 슈타트반의 S2선이 운행되며 추크(Zug), 아트-골다우(Arth-Goldau) 및 에르스트펠트(Erstfeld) 사이를 매시간 운행하며 루체른을 오가는 매시간 운행하는 루체른 S-반의 S3선 종점이다.

## 화물역
2004년까지 역 북쪽에는 SBB 화물 서비스 센터가 있었다. 오늘날 건물은 카트 레이싱 트랙에서 부분적으로 사용된다. 건물의 나머지 부분은 가까운 시일 내에 철거될 예정이며, 새로운 주택 블록을 건설할 수 있다.